# Liste der denkmalgeschützten Objekte in Arnoldstein
Die Liste der denkmalgeschützten Objekte in Arnoldstein enthält die 36 denkmalgeschützten, unbeweglichen Objekte der Gemeinde Arnoldstein.

## Denkmäler
| Foto |                 | Denkmal                                                                          | Standort                                          | Beschreibung | Metadaten |
| ---- | --------------- | -------------------------------------------------------------------------------- | ------------------------------------------------- | --- | --- |
| ja   | Datei hochladen | Kreuzkapelle und Wegkapelle HERIS-ID: 53406 Objekt-ID: 61360                     | Arnoldstein Standort KG: Arnoldstein              | Am östlichen Ortsrand über einem Bach. 1659 erbaut. Die obere Kapelle auf einem Felsen, nach Osten in Säulenloggia geöffnet; Portal mit gesprengtem Giebel und kleinem Obelisken, bezeichnet 1660. Untere Kapelle, nördlicher vorhallenartiger Anbau an den Felsen; nach Osten und Westen je ein großes Rundbogenfenster, nach Norden Triumphbogengliederung mit großer Bogenöffnung und seitlichen säulengerahmten Nischen. Darüber gemalte Darstellungen örtlicher Geschehnisse, bezeichnet 1539 und 1592. Tonnengewölbe mit Stichkappen. An der Rückwand aus dem Felsen gemeißelte Gestalt des Gekreuzigten, bezeichnet 1517, barocke gemalte Assistenzfiguren, Inschrift, bezeichnet 1529. Nachbarocker Leuchterengel. Gegenüber auf der anderen Straßenseite kleine erneuerte Kapelle mit spätbarockem Bild Kreuztragung Christi. | BDA-Hist.: Q23692073 Status: § 2a Stand der BDA-Liste: 2025-06-30 Name: Kreuzkapelle und Wegkapelle GstNr.: .53/1, .53/2 Kreuzkapelle Arnoldstein                                                         |
| ja   | Datei hochladen | Ehem. Filialkirche hl. Maria HERIS-ID: 53723 Objekt-ID: 61743                    | Arnoldstein Standort KG: Arnoldstein              | Der beherrschend auf einem Hügel über der Gailitz und der Straßenbrücke gelegene gotische Bau wurde ab 1490 errichtet, 1498 konsekriert, brannte 1920 ab und wurde am 12. April 1945 durch Bomben schwer beschädigt, vom Chormauerwerk blieben Reste erhalten. Im Jahr 1999 begann der Wiederaufbau der Kirchenruine, ein Glockenturm wurde auf das Kirchendach gesetzt, und am 21. August 2005 wurde das Bauwerk abermals eingeweiht. | BDA-Hist.: Q38058209 Status: § 2a Stand der BDA-Liste: 2025-06-30 Name: Ehem. Filialkirche hl. Maria GstNr.: .81                                                                                          |
| ja   | Datei hochladen | Friedhof mit drei Kapellen HERIS-ID: 53721 Objekt-ID: 61740                      | Friedhofsallee Standort KG: Arnoldstein           | Kriegerdenkmal von Oskar Schober 1929. Plastiken von H. Wildburger. Symmetrisch angeordneter Baukörper mit Spitzbögen und sägezahnartigen Mauerzinnen. | BDA-Hist.: Q38058199 Status: § 2a Stand der BDA-Liste: 2025-06-30 Name: Friedhof mit drei Kapellen GstNr.: .111, .112, 106/3, 106/4, 106/7, 106/8                                                         |
| ja   | Datei hochladen | Ehem. Forsthaus HERIS-ID: 35413 Objekt-ID: 34171                                 | Greuth 1 Standort KG: Arnoldstein                 | Erbaut im 17. Jahrhundert, Fassadendekor. | BDA-Hist.: Q37964030 Status: Bescheid Stand der BDA-Liste: 2025-06-30 Name: Ehem. Forsthaus GstNr.: 1146                                                                                                  |
| ja   | Datei hochladen | Klosterruine Arnoldstein HERIS-ID: 35414 Objekt-ID: 34172                        | Klosterweg 1 Standort KG: Arnoldstein             | Anfang des 12. Jahrhunderts wurde hier eine Burg zu einem Kloster ausgebaut, im 17. Jahrhundert nach Niedergang wieder erweitert. 1782 wurde das Kloster aufgehoben und als Amtsgebäude verwendet, aber durch einen Großbrand 1883 zerstört. Seit 1996 Freilegungs- und Sicherungsarbeiten. Unter anderem sind über einer Krypta der erhöhte Chor der ehemaligen Stiftskirche sowie deren Turm mit kreuzrippengewölbter Halle erhalten. | BDA-Hist.: Q1760632 Status: § 2a Stand der BDA-Liste: 2025-06-30 Name: Klosterruine Arnoldstein GstNr.: .30/1 Klosterruine Arnoldstein                                                                    |
| ja   | Datei hochladen | Ehem. Gemeindeamt HERIS-ID: 53397 Objekt-ID: 61350                               | Klosterweg 2 Standort KG: Arnoldstein             | Seit 1972 beherbergt der Bau das Heimatmuseum, mit volkskundlicher Sammlung des Technikers Josef Erlach (1830–1885). | BDA-Hist.: Q38057048 Status: § 2a Stand der BDA-Liste: 2025-06-30 Name: Ehem. Gemeindeamt GstNr.: .32/1 Heimatmuseum Arnoldstein                                                                          |
| ja   | Datei hochladen | Kath. Pfarrkirche hl. Lambert HERIS-ID: 53408 Objekt-ID: 61362                   | bei Marktplatz 1 Standort KG: Arnoldstein         | Ehemals mittelgroßer spätgotischer Bau. Urkundlich erwähnt 1316 und 1489. 1959 Umbau. Ehemaliger Chor heute Ostkapelle der neuen Kirche. Ostkapelle mit Spitzbogenfenstern neu verglast; einfach abgetreppte Strebepfeiler. West-Turm mit rundbogigen Schallfenstern und Spitzgiebelhelm. Neuer Kirchenbau Nord-Süd gerichtet mit hohen Rundbogenfenstern. Kleine Vorhalle mit modernen Glasfenstern. Grabsteine außen: An der Nord-Seite des ehemaligen Chors, Grabstein bezeichnet 1534; an der West-Wand des Turms, ganzfiguriges Relief, Abt Thomas Steyerberger, gestorben 1481 (stammt von der einstigen Klosterkirche); Grabplatte Abt Benedikt Traxler 1553 (Totenkissen mit Todessymbolen). | BDA-Hist.: Q38057073 Status: § 2a Stand der BDA-Liste: 2025-06-30 Name: Kath. Pfarrkirche hl. Lambert GstNr.: .26, 42/2 Pfarrkirche Arnoldstein                                                           |
| ja   | Datei hochladen | Wohnhaus Mauthner oder Post HERIS-ID: 64782 Objekt-ID: 77539seit 2017            | Marktplatz 6 Standort KG: Arnoldstein             | Das traufständige Bürgerhaus mit Rundportal wurde von den Pfangauern im 15. Jahrhundert erbaut. Dann als Wirtschaftsgebäude vom Kloster genutzt (Schauplatz eines Hexenprozesses im 16. Jahrhundert), diente es schließlich als Maut- und Wirtshaus sowie als Pferdewechselstation. | BDA-Hist.: Q38108159 Status: Bescheid Stand der BDA-Liste: 2025-06-30 Name: Wohnhaus Mauthner oder Post GstNr.: .24/1 Wohnhaus Mauthner, Arnoldstein                                                      |
| ja   | Datei hochladen | Fabriksgebäude, Schrotturm HERIS-ID: 35530 Objekt-ID: 34298                      | Schrotturmstraße 21 Standort KG: Arnoldstein      | Der Schrotturm wurde 1814 vom Gewerken Simon Wallner erbaut. Das Gebäude mit Fallrohr und erkerartigen Arbeitsraum von 1886 besteht aus 2 m starken Natursteinmauerwerk. Zum Schrotturm gehören auch ein ehemaliges Verwalterhaus und eine tiefer gelegene Werkshalle. Das Gebäude diente der BBU bis zum Jahre 1974 zur Schroterzeugung in der ursprünglichen Technik. 1995 wurde die Fassade restauriert. | BDA-Hist.: Q28546126 Status: Bescheid Stand der BDA-Liste: 2025-06-30 Name: Fabriksgebäude, Schrotturm GstNr.: .87/1 Schrotturm Arnoldstein                                                               |
| ja   | Datei hochladen | Gailitzbrücke HERIS-ID: 46068 Objekt-ID: 47711                                   | Standort KG: Arnoldstein                          | Die Brücke wurde 1855–1863 vom Villacher Mauermeister Johann Picco und seinem Sohn Andreas Carl nach Plänen von Josef Bouffleur erbaut. Dieses beeindruckende Beispiel traditioneller Brückenbaukunst des 19. Jahrhunderts wurde 1995 saniert. Die Brücke verbindet die Gemeinden Arnoldstein und Hohenthurn. | BDA-Hist.: Q38019146 Status: § 2a Stand der BDA-Liste: 2025-06-30 Name: Gailitzbrücke GstNr.: 1193/3, 1221/2 Gailitzbrücke Hohenthurn-Arnoldstein                                                         |
| ja   | Datei hochladen | Kath. Filialkirche hl. Anna HERIS-ID: 53874 Objekt-ID: 61941                     | Hart Standort KG: Hart                            | Am nördlichen Ortsrand gelegen. Urkundlich erwähnt um 1594. Einfache Dorfkirche. Große Pfeilervorhalle in Schiffbreite. Über dem Langhaus hölzerner Dachreiter. Niedriger Chor mit südlichem Spitzbogenfenster sowie einem Rechteckfenster im Osten. An der Süd-Seite des Langhauses zwei hochrechteckige barocke Fenster und kleines spitzbogiges Seitenportal. West-Portal spitzbogig abgefast. An der Süd-Seite des Langhauses frühbarockes Christophorusfresko. 1993/94 Außen- und Innenfärbelung. | BDA-Hist.: Q38058779 Status: § 2a Stand der BDA-Liste: 2025-06-30 Name: Kath. Filialkirche hl. Anna GstNr.: .4 Filialkirche Hart, Arnoldstein                                                             |
| ja   | Datei hochladen | Wallfahrtskirche Maria Siebenbrünn und Friedhof HERIS-ID: 54479 Objekt-ID: 62764 | Radendorf Standort KG: Hart                       | Südlich von Radendorf am Fuß des Gebirges gelegen. Urkundlich erwähnt im Jahre 1368. Heute mittelgroßer Bau aus dem 15. Jahrhundert. 1998/99 Innenrestaurierung. Konservierung der Architekturpolychromie des 18./19. Jahrhunderts. Am Langhaus einfach abgetreppte Strebepfeiler. Spätgotisches Nord-Portal Anfang 16. Jahrhundert, spitzbogig, profiliert. Zweiteilige Lanzettfenster mit ursprünglichem Maßwerk. Am Chor zweifach abgetreppte Strebepfeiler. Unter dem Dachvorsprung steinerne Köpfe. Im Chorschluss drei zweiteilige Lanzettfenster mit ursprünglichem Maßwerk (z. T. Fischblasen). Südlich ein Spitzbogenfenster, vermauert. Barocker Sakristeianbau an der Chor-Südseite. Über dem Chor hölzerner Dachreiter mit Spitzgiebelhelm. Spätgotisches Westportal, spitzbogig, profiliert. Hölzernes Vordach auf Mauerzungen. Über dem Nord-Portal gemalter Heiliger Christophorus, um 1520. Wandmalereien im Inneren. Neugotische Einrichtung. | BDA-Hist.: Q38060967 Status: § 2a Stand der BDA-Liste: 2025-06-30 Name: Wallfahrtskirche Maria Siebenbrünn und Friedhof GstNr.: .69, 807/2 Wallfahrtskirche Maria Siebenbrünn (Radendorf)                 |
| ja   | Datei hochladen | Steingewölbebrücke HERIS-ID: 64899 Objekt-ID: 77675                              | Riegersdorf Standort KG: Hart                     | | BDA-Hist.: Q38108592 Status: § 2a Stand der BDA-Liste: 2025-06-30 Name: Steingewölbebrücke GstNr.: 1064/4 Steingewölbebrücke Riegersdorf                                                                  |
| ja   | Datei hochladen | Kath. Pfarrkirche hl. Leonhard und Friedhof HERIS-ID: 54713 Objekt-ID: 63088     | Sankt Leonhard bei Siebenbrünn Standort KG: Hart  | Urkundlich erwähnt 1463. Barockisierte Kirche, im Kern mittelalterlich. Mauern eines älteren Baues: Saalkirche mit ostseitiger Apsis; schmäler und kürzer als der heutige Bau. Die heutige Kirche mit mächtigem westlichem Vorhallenturm im Untergeschoß. 1996 Außenrestaurierung. Rundbogige Schallfenster und barocker Zwiebelhelm. Langhaus mit hohen Rundbogenfenstern. Querhausartige Anbauten in gleicher Höhe; südlich mit Fenstern in zwei Geschoßen; im Untergeschoß Sakristei; nördliche Kapelle mit Rundbogenfenstern (eines vermauert) und einem Kompositbogenfenster. Chor eingezogen; barocke Fenster. | BDA-Hist.: Q38062083 Status: § 2a Stand der BDA-Liste: 2025-06-30 Name: Kath. Pfarrkirche hl. Leonhard und Friedhof GstNr.: .26, 1013/3 Pfarrkirche St. Leonhard bei Siebenbrünn                          |
| ja   | Datei hochladen | Alte Poststraße, römischer Straßenzug HERIS-ID: 45764 Objekt-ID: 47193           | Magler Wald Standort KG: Maglern                  | Im Bereich des Ortes ist die römerzeitliche Straßenstation Meclaria (siehe ganz unten: „Hoischhügel“) überliefert. Römerzeitlicher Straßenzug errichtet im 1. Jahrhundert n. Chr. östlich der Ortschaft, Teil der antiken europäischen Nord-Süd-Verbindung vom Donauraum nach Oberitalien. Zirka 10 Meter langes Teilstück mit eingemeißelten Spurrillen und massiver Stützmauer zur Gailitz erhalten. | BDA-Hist.: Q38017502 Status: Bescheid Stand der BDA-Liste: 2025-06-30 Name: Alte Poststraße, römischer Straßenzug GstNr.: 1006/9                                                                          |
| ja   | Datei hochladen | Burgruine Straßfried HERIS-ID: 54269 Objekt-ID: 62456                            | Maglern Standort KG: Maglern                      | Auf dem Burghügel mit keltischen und römischen Funden befand sich schon ein antikes Heiligtum. Die ab 1279 urkundlich erwähnte Burg wurde 1797 von den Franzosen zerstört. An der Ostseite der etwa 50 × 20 m großen Anlage sind Reste des Bergfrieds zu sehen. | BDA-Hist.: Q737948 Status: Bescheid Stand der BDA-Liste: 2025-06-30 Name: Burgruine Straßfried GstNr.: .1/1 Burgruine Straßfried                                                                          |
| ja   | Datei hochladen | Höhensiedlung mit Heiligtum am Burghügel Straßfried HERIS-ID: 113806seit 2021    | Maglern Standort KG: Maglern                      | | BDA-Hist.: Q107615936 Status: Bescheid Stand der BDA-Liste: 2025-06-30 Name: Höhensiedlung mit Heiligtum am Burghügel Straßfried GstNr.: 168/3, 1022/1, .1/1                                              |
| ja   | Datei hochladen | Kath. Pfarrkirche hl. Andreas und Friedhof HERIS-ID: 54981 Objekt-ID: 63443      | bei Maglern 2 Standort KG: Maglern                | Die Kirche ist ein gotischer Bau von Anfang des 16. Jahrhunderts mit romanischem Kern im Langhaus, an die eine jüngere Vorhalle angebaut wurde. Die Wandmalereien im kreuzrippengewölbten Chor sind ein Hauptwerk des Thomas von Villach. Der Hochaltar ist von Anfang, die Seitenaltäre von Mitte des 17. Jahrhunderts. | BDA-Hist.: Q1752102 Status: § 2a Stand der BDA-Liste: 2025-06-30 Name: Kath. Pfarrkirche hl. Andreas und Friedhof GstNr.: .92/1, 865/2 Pfarrkirche Thörl-Maglern                                          |
| ja   | Datei hochladen | Aufnahmsgebäude Thörl-Maglern HERIS-ID: 55050 Objekt-ID: 63540                   | gegenüber Unterthörl 57 Standort KG: Maglern      | Das Bahnhofsgebäude wurde 1873 erbaut. Das Gebäude ist ein achtachsiger Regeltyp über rechteckigem Grundriss, der Mittelteil ist als zweigeschoßiger Quertrakt mit holzverschaltem Dachgeschoß ausgebildet, beidseitig schließen sich eingeschoßige Seitenflügel an, die durch Satteldächer geschützt werden. Putzfassade mit Quaderungen an Gebäudekanten und über den Fenstern und Türen im Erdgeschoß. | BDA-Hist.: Q38063485 Status: Bescheid Stand der BDA-Liste: 2025-06-30 Name: Aufnahmsgebäude Thörl-Maglern GstNr.: .68/7 Aufnahmsgebäude Bahnhof Thörl-Maglern                                             |
| ja   | Datei hochladen | Zolldienst- und Wohngebäude HERIS-ID: 40473 Objekt-ID: 40407                     | Unterthörl 36 Standort KG: Maglern                | Errichtet 1928 von Gustav Mistelbauer. 1996 erfolgte die Instandsetzung. Details der Erbauungszeit blieben erhalten. | BDA-Hist.: Q37994560 Status: Bescheid Stand der BDA-Liste: 2025-06-30 Name: Zolldienst- und Wohngebäude GstNr.: 898/1 Zollgebäude Unterthörl                                                              |
| ja   | Datei hochladen | Kath. Filialkirche hl. Stefan und Friedhof HERIS-ID: 54236 Objekt-ID: 62414      | Lind Standort KG: Pöckau                          | Auf einer kleinen Anhöhe, von Friedhofsmauer umgeben. Urkundlich 1535 erwähnt. Typus einer einfachen Dorfkirche mit gotischem Chor und barockisiertem Langhaus, westlicher Anbau in Schiffbreite von 1973. Über dem Chor hölzerner Dachreiter; südlich davon niedriger spätgotischer Sakristeianbau. Drei Fenster im Chorschluss als zweiteilige Lanzettfenster ausgebildet, mit Maßwerk. An der Nord- und Süd-Seite des Langhauses je ein barockes Rundbogenfenster. Neben dem West-Portal gotischer Weihwasserkessel. | BDA-Hist.: Q38060054 Status: § 2a Stand der BDA-Liste: 2025-06-30 Name: Kath. Filialkirche hl. Stefan und Friedhof GstNr.: .7                                                                             |
| ja   | Datei hochladen | Kath. Filialkirche hl. Ruprecht und Friedhof HERIS-ID: 54453 Objekt-ID: 62732    | Pöckau Standort KG: Pöckau                        | Auf einer kleinen Anhöhe gelegen. Vermutlich um 1386 errichtet, 1480 und 1535 urkundlich erwähnt. Restaurierung 1968. Barockisierter gotischer Bau, Chor des 14. Jahrhunderts eingezogen und niedriger als das barocke Langhaus. Nördlich barocker Sakristeianbau. An der Süd-Seite des Langhauses drei Rundbogenfenster, im Chorschluss einfache Lanzettfenster mit Maßwerknasen, südlich ein barockes Fenster. Westlicher hölzerner Dachreiter und hölzernes Vordach. Spitzbogiges West-Portal erneuert. | BDA-Hist.: Q38060932 Status: § 2a Stand der BDA-Liste: 2025-06-30 Name: Kath. Filialkirche hl. Ruprecht und Friedhof GstNr.: .30, 194 Filialkirche Heiliger Ruprecht, Pöckau (Arnoldstein)                |
| ja   | Datei hochladen | Befestigungsanlage Thurnberg HERIS-ID: 35879 Objekt-ID: 34722                    | Thurnberg Standort KG: Riegersdorf                | Um eine bereits überwachsene Burgruine sind frühmittelalterliche Wall- und Befestigungsanlagen erkennbar. | BDA-Hist.: Q37967820 Status: Bescheid Stand der BDA-Liste: 2025-06-30 Name: Befestigungsanlage Thurnberg GstNr.: 56/2, 60                                                                                 |
| ja   | Datei hochladen | Wegkapelle Maria Hilf HERIS-ID: 64898 Objekt-ID: 77674                           | Krainberg 3, in der Nähe Standort KG: Riegersdorf | Auf der Höhe des Krainberges. Kleiner Langbau mit 5/8-Schluss, 18. Jahrhundert, Zubau 19. Jahrhundert. Große geschlossene Vorhalle in Schiffbreite. Westlicher Dachreiter. Im Langhaus Rundbogenfenster und gemalte klassizistische Pilastergliederung. West-Portal mit geradem Sturz. Über der geschnitzten Tür des West-Portals marmorne Votivtafel, bezeichnet 1850 (möglicherweise Baudatum). | BDA-Hist.: Q38108583 Status: § 2a Stand der BDA-Liste: 2025-06-30 Name: Wegkapelle Maria Hilf GstNr.: 1102 Wegkapelle Maria Hilf, Krainberg                                                               |
| ja   | Datei hochladen | Anlage Sperrstellung Wurzenpass HERIS-ID: 112392 Objekt-ID: 130551seit 2020      | Krainberg 73 Standort KG: Riegersdorf             | Die Sperranlage war Teil der Österreichischen Landesverteidigung und gehörte zu den Anlagen, welche den Ein- und Durchmarsch fremder Truppen an Passübergängen und anderen strategisch wichtigen Stellen aufhalten oder zumindest verzögern sollten (sog. „Spannocchi-Doktrin“, Raumverteidigungskonzept). Sie besteht aus militärischen Bunkern, fest eingebauten (ehem. Panzer-)Kanonen, Tarnanlagen und dazugehörigen Geräten und Einrichtungen. Die Anlage liegt im Wald einige Hundert Meter von der Passstraße entfernt und wurde 1963 bis 1995 betrieben, an die technische Entwicklung angepasst und bis 2002 einsatzbereit gehalten. Seit 2005 ist sie als Museum mit demilitarisierten Waffen öffentlich zugänglich. | BDA-Hist.: Q105646803 Status: Bescheid Stand der BDA-Liste: 2025-06-30 Name: Anlage Sperrstellung Wurzenpass GstNr.: 1056/2, 1034, 1082/1, 1056/3, 1056/5, 1031/1, 1031/8, 960/39 Bunkermuseum Wurzenpass |
| ja   | Datei hochladen | Kath. Filialkirche hl. Nikolaus HERIS-ID: 54349 Objekt-ID: 62582                 | Neuhaus Standort KG: Riegersdorf                  | Am nördlichen Ortsrand; westseitig Friedhof mit Portal. Heutiger Bau von 1843, genordet. Einfache Dorfkirche. Wuchtiger quadratischer Giebelturm mit rundbogigen Schallfenstern und Pyramidenhelm. 1987 Fassadenrestaurierung. Im Langhaus und im Chorschluss Rundbogenfenster. Nördlich am Chor Sakristeianbau. West-Portal segmentbogenförmig, Vordach; seitlich kleine Rechteckfenster. Über dem Portal Fragment eines Weltgerichtsfreskos. | BDA-Hist.: Q38060496 Status: § 2a Stand der BDA-Liste: 2025-06-30 Name: Kath. Filialkirche hl. Nikolaus GstNr.: .2/2                                                                                      |
| ja   | Datei hochladen | Ehem. Nikolauskirche, Thurnbergkapelle HERIS-ID: 64805 Objekt-ID: 77565          | Neuhaus Standort KG: Riegersdorf                  | Auf dem Hügel des Thurnberges. Urkundlich 1261. Kleine profanierte Anlage, Rechteckraum, an der Ost-Seite kleines Rundbogenfenster. Wandmalereien: an der Stirnwand Deësis, am Tonnengewölbe die 12 Apostel und eine Szene aus der Legende des heiligen Nikolaus, Anfang des 15. Jahrhunderts. Zusammenhänge mit friulanischen Malereien in Venzone und Udine. | BDA-Hist.: Q38108285 Status: § 2a Stand der BDA-Liste: 2025-06-30 Name: Ehem. Nikolauskirche, Thurnbergkapelle GstNr.: .1 Thurnbergkapelle                                                                |
| ja   | Datei hochladen | Gasthaus Pirtscher, ehem. Poststation HERIS-ID: 46469 Objekt-ID: 48520           | Riegersdorf 1 Standort KG: Riegersdorf            | Ende des 18. Jahrhunderts errichtetes Wohnhaus, Bedeutung als Einkehrgasthaus und Poststation im 19. Jahrhundert an wichtiger Verkehrsverbindung. Zweigeschoßiger kubischer Bau über längsrechteckigem Grundriss mit Zeltdach. Weitgehend erhaltene, für das Zeitalter Josephs II. charakteristische äußere Erscheinung mit Rieselputzfassaden, Plattendekor und steinernen Fenster- und Türgewänden. Mittellab`n mit Tonnengewölbe mit Stichkappen, Stuckdecke aus der Erbauungszeit im südwestlichen Eckraum des 1. Obergeschoßes. | BDA-Hist.: Q38021893 Status: Bescheid Stand der BDA-Liste: 2025-06-30 Name: Gasthaus Pirtscher, ehem. Poststation GstNr.: 342/3 Gasthaus Pirtscher, Riegersdorf                                           |
| ja   | Datei hochladen | Riegersdorfer Kapelle HERIS-ID: 46289 Objekt-ID: 48024                           | bei Riegersdorf 10 Standort KG: Riegersdorf       | In der Ortschaft an der Gabelung der ehemaligen Triester Bundesstraße und der alten Wurzenpassauffahrt. Barocke Wegkapelle (1872, 1937 und 1967 restauriert). Kleiner in Stein gemauerter Bau mit Zeltdach und hölzernem Glockenturm mit Pyramidendach. Fassaden mit Heiligen-Darstellungen, über Kapelleneingang Medaillon heiliger Isidor, rechts vom Eingang heiliger Mauritius, links heiliger Florian; bodenständiger Barocktradition verpflichtete Medaillons: Süd-Seite Apostel Simon, nördlich Gnadenbild Mutter Gottes von Maria Luschari. | BDA-Hist.: Q38020387 Status: Bescheid Stand der BDA-Liste: 2025-06-30 Name: Riegersdorfer Kapelle GstNr.: 666/2 Riegersdorfer Kapelle                                                                     |
| ja   | Datei hochladen | Kath. Filialkirche hl. Oswald und Friedhof HERIS-ID: 55013 Objekt-ID: 63486      | Tschau Standort KG: Riegersdorf                   | Im höher gelegenen Ortsteil. Urkundlich wurde sie bereits 1559, 1581 und 1661 erwähnt. Heute ist es einfacher barocker Bau des 17. Jahrhunderts, östlich vorgelagerter, niedriger Sakristeiturm mit rundbogigen Schallfenstern und Zeltdach. Eingangslaube mit gemauertem Rundbogeneingang. Eingezogener Chor. Am durch Gesimse gegliederten Langhaus barocke Rechteckfenster. Einheitliche Eindeckung. Rundbogiges barockes West-Portal. | BDA-Hist.: Q38063327 Status: § 2a Stand der BDA-Liste: 2025-06-30 Name: Kath. Filialkirche hl. Oswald und Friedhof GstNr.: .41                                                                            |
| ja   | Datei hochladen | Wegkapelle HERIS-ID: 64788 Objekt-ID: 77545                                      | Tschau Standort KG: Riegersdorf                   | | BDA-Hist.: Q38108184 Status: § 2a Stand der BDA-Liste: 2025-06-30 Name: Wegkapelle GstNr.: 898/1 |
| ja   | Datei hochladen | Evangelischer Friedhof mit Kapelle HERIS-ID: 64796 Objekt-ID: 77555              | Agoritschach Standort KG: Seltschach              | Am östlichen Ortsrand gelegen, mit einer Friedhofsmauer umgeben. Eingang im Norden, im Süden in die Friedhofsmauer integrierte Kapelle mit vier Säulen, Dreiecksgiebel und Grabsteinen. | BDA-Hist.: Q38108238 Status: § 2a Stand der BDA-Liste: 2025-06-30 Name: Evangelischer Friedhof mit Kapelle GstNr.: 1706                                                                                   |
| ja   | Datei hochladen | Evang. Pfarrkirche A.B. HERIS-ID: 53382 Objekt-ID: 61330                         | Agoritschach Standort KG: Seltschach              | Erhöht, neben der Straße. Bald nach 1781 erbaut, 1785 geweiht. Einfache Kirche von sehr schlichter Erscheinung des Außenbaus. West-Turm (1899) mit Eingangshalle; rundbogige Fenster in drei Geschoßen und rundbogiger Vorhallenzugang; Spitzhelm, rundbogiges West-Portal. | BDA-Hist.: Q14545683 Status: § 2a Stand der BDA-Liste: 2025-06-30 Name: Evang. Pfarrkirche A.B. GstNr.: .24 Evangelische Pfarrkirche Arnoldstein                                                          |
| ja   | Datei hochladen | Spätantike Höhensiedlung Hoischhügel HERIS-ID: 36020 Objekt-ID: 34872            | Hoischhügel Standort KG: Seltschach               | Am Hoischhügel, im Inneren eines spätantiken Kastells, frühchristliche Apsidenkirche mit Querannex und halbrunder Priesterbank. Offenbar langobardische Festung Meclaria, die bei Paulus Diaconus genannt ist. Schatzfund von 15 Solidi um 585 nach Christus (Funde im Museum Villach und im Landesmuseum für Kärnten, C 161,30). | BDA-Hist.: Q37968422 Status: Bescheid Stand der BDA-Liste: 2025-06-30 Name: Spätantike Höhensiedlung Hoischhügel GstNr.: 90, 92, 94                                                                       |
| ja   | Datei hochladen | Ruppitsch-Hube HERIS-ID: 255509seit 2024                                         | Seltschach 5 Standort KG: Seltschach              | Der zweigeschoßige Streckhof mit steinsichtigen Fassaden und Satteldächern stammt aus der Zeit um 1600. Die kleinen Fenster haben teilweise Rautengitter. Das Innere gliedert sich in Mittelflurerschließung (Lab'n) mit großer und kleiner Stube, Rauchküche und ebenerdigem „Keller“. Darüber ist die Oberlab'n mit zwei weiteren Zimmern. Am Wohnhaus ist der Kuh- und Schweinestall angebaut, darüber befindet sich ein Stadel. | BDA-Hist.: Q126122356 Status: Bescheid Stand der BDA-Liste: 2025-06-30 Name: Ruppitsch-Hube GstNr.: .72                                                                                                   |
| ja   | Datei hochladen | Kath. Filialkirche hl. Servatius HERIS-ID: 54605 Objekt-ID: 62929                | Seltschach Standort KG: Seltschach                | Im nördlichen Teil des Ortes. Urkundlich erwähnt 1558. Einziges Servatiuspatrozinium in Kärnten. Kleine Dorfkirche mit gotischem Chor und barockisiertem Langhaus, Wandbild heiliger Christophorus. Langhaus wesentlich niedriger als der Chor mit barocken Fenstern. Am Chor einfach abgesteppte Strebepfeiler sowie drei Lanzettfenster mit ursprünglichem Maßwerk. Nördlicher spätgotischer Sakristeianbau mit zwei kleinen spätgotischen Fenstern. Über dem Chor hölzerner Dachreiter. Im Westen große offene Pfeilervorhalle in Schiffbreite. Rundbogiges West-Portal, erneuert; daneben barockes Weihwasserbecken. | BDA-Hist.: Q38061506 Status: § 2a Stand der BDA-Liste: 2025-06-30 Name: Kath. Filialkirche hl. Servatius GstNr.: .55, 1537 Filialkirche Seltschach (Arnoldstein)                                          |